# Diastylis loricata
Diastylis loricata är en kräftdjursart som beskrevs av Lomakina 1955. Diastylis loricata ingår i släktet Diastylis och familjen Diastylidae. Inga underarter finns listade i Catalogue of Life.